# 比婆山久米神社

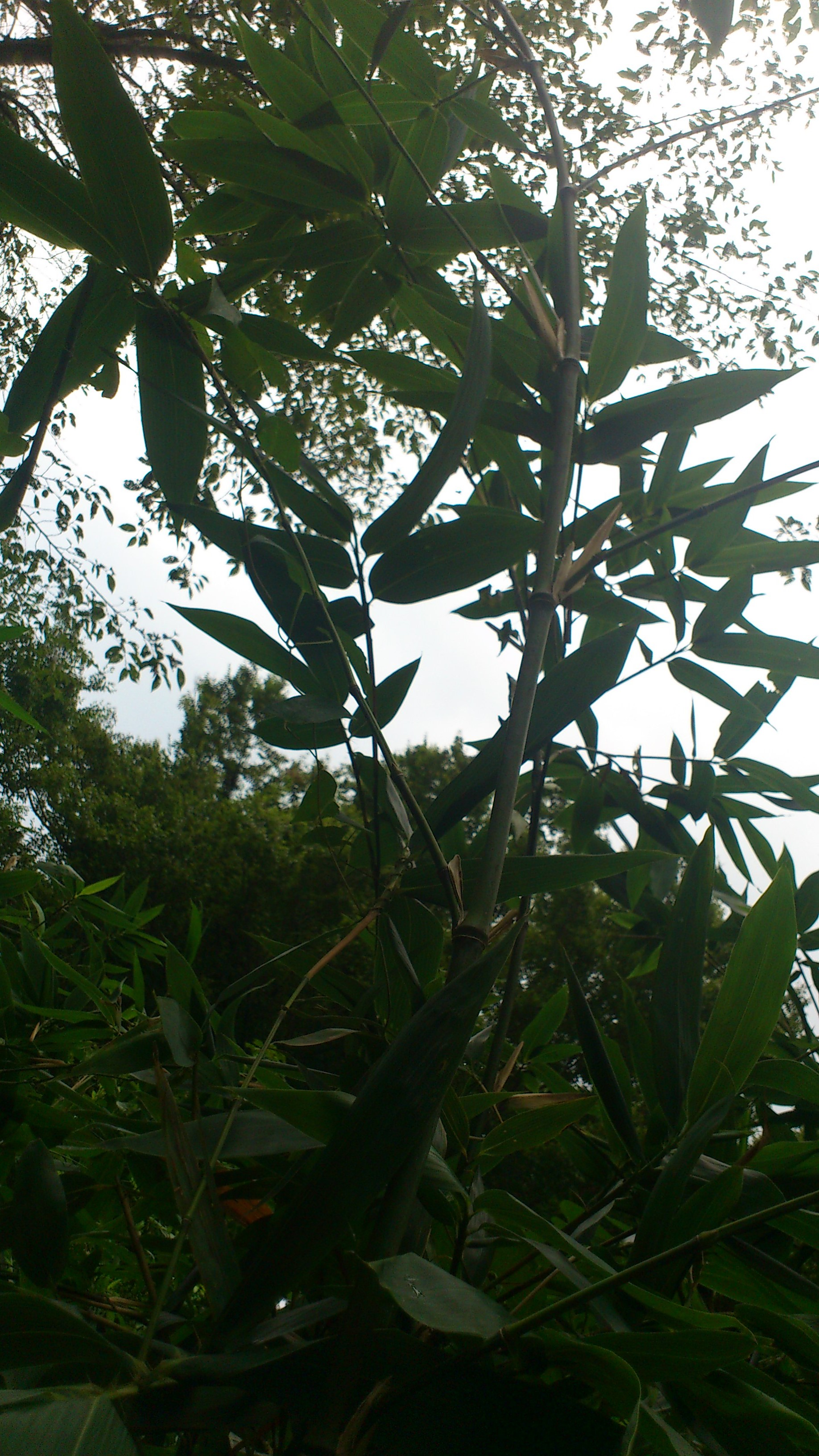
天然記念物に指定されている比婆山にしか繁殖しない植物

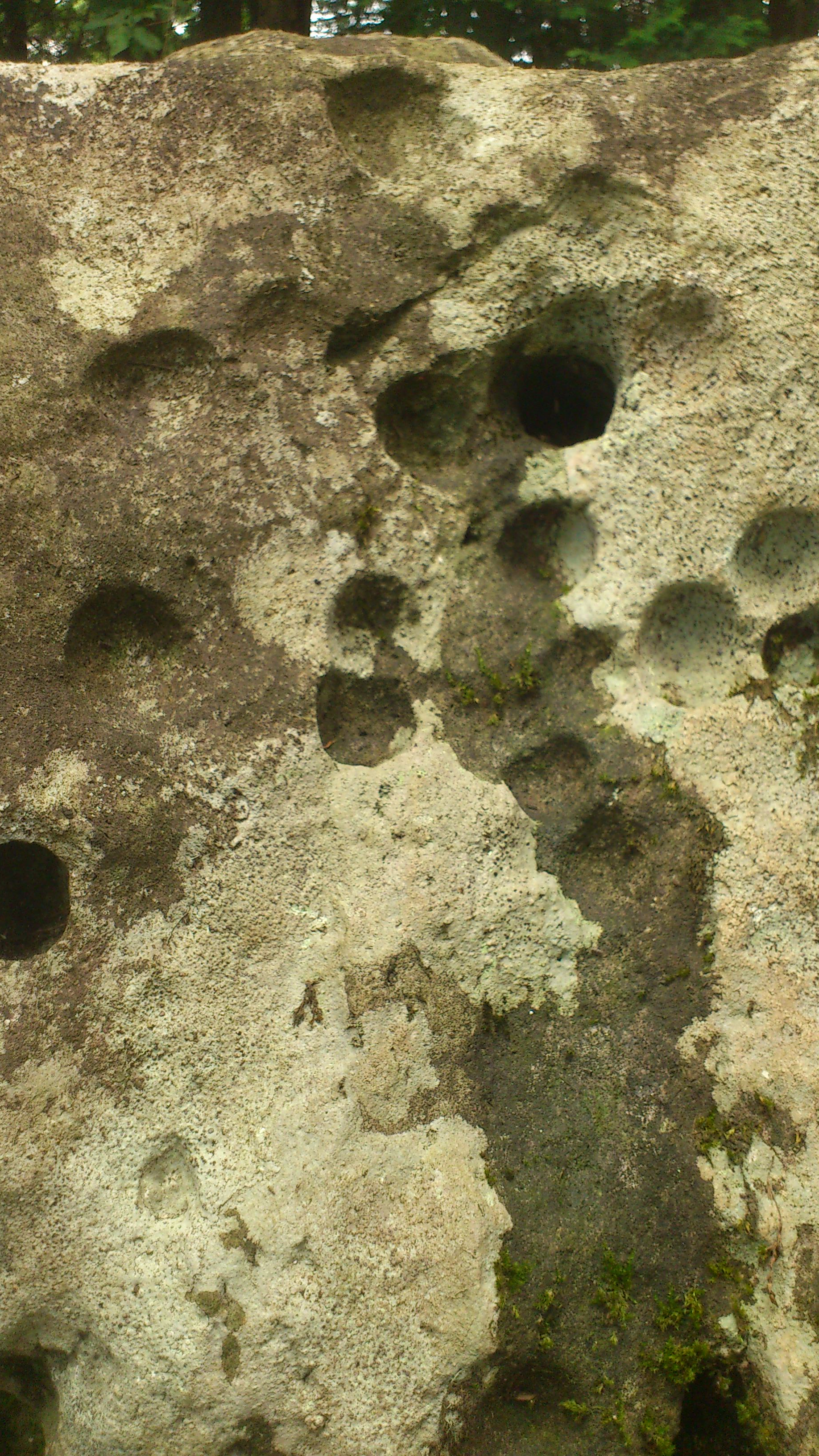
霊石と言われる玉抱石

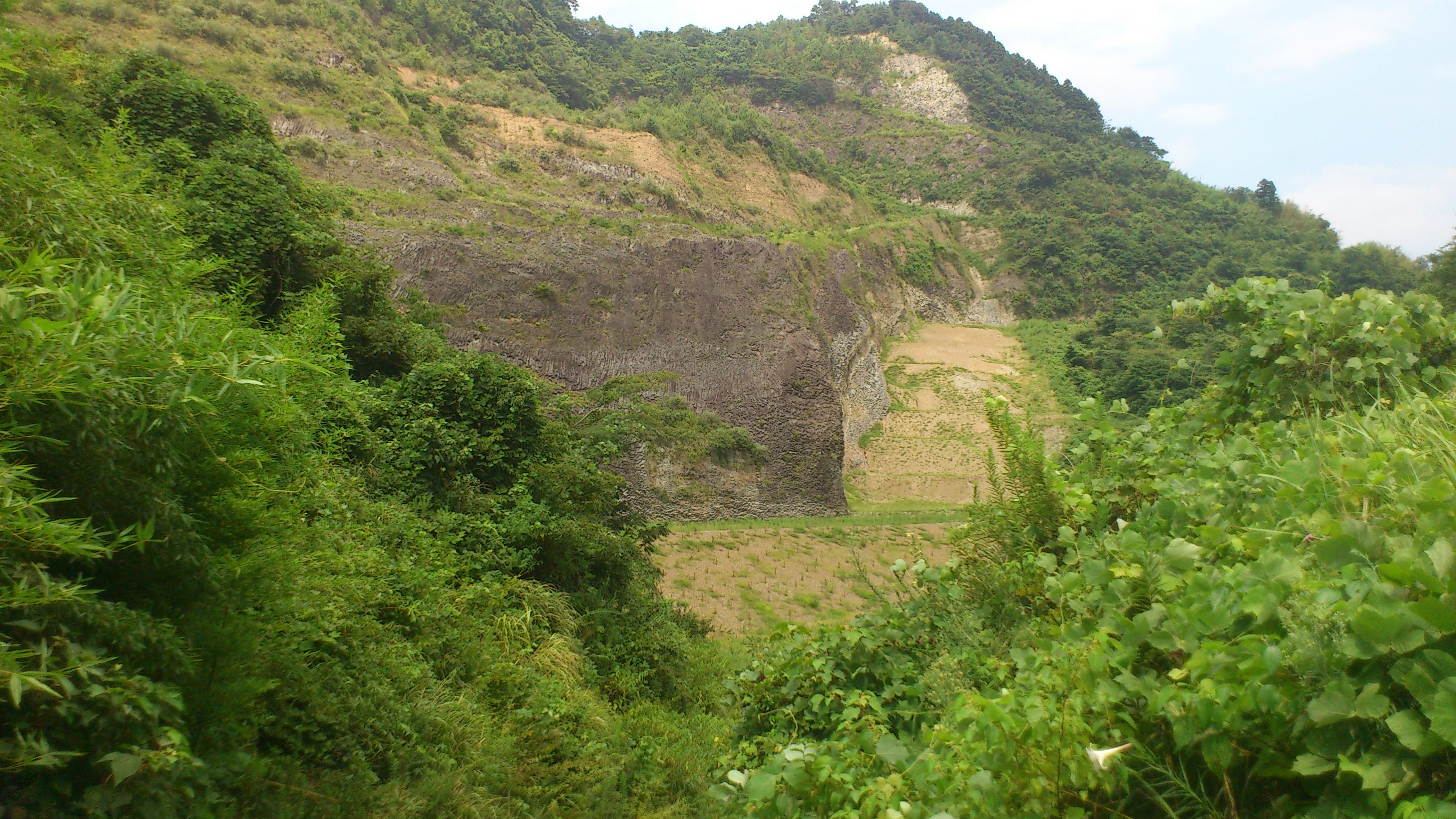
イザナミが眠ると古事記に記された島根県安来市伯太町横屋にある比婆山。珍しい柱状節理が顕著に見られる

比婆山久米神社（ひばやまくめじんじゃ）は、島根県安来市伯太町にある神社である。比婆山 (安来市)の山頂にある奥ノ宮と麓にある下ノ宮がある。山頂には国生みの母である天津神伊邪那美之尊の御神陵と言われる古墳がある。古来より、子授かり・安産の神社として信仰を集める。

## 祭神
伊邪那美之尊を主祭神とし、ハヤタマノオノミコト、およびコトサカノミコトを配祀する。

## 歴史
古事記において「かれその神避りし伊弉那美の神は、出雲の国と伯伎の国(伯耆の国)の堺、比婆の山に葬りき」と記されている通り、国生みの母神は現在の島根県安来市伯太町横屋にある比婆山の山頂に埋葬され、現在も御神陵と言い伝えられる古い塚がある。
現在は、山頂に奥ノ宮、山麓に下ノ宮の社殿が建てられている。雲伯国境、山陽への要路に位置する要害の地であり、多くの受難の歴史に耐えた山でもある。
奥宮
- 天平5年(733年) 2月30日「久米社」『出雲国風土記』
- 天文3年(1534年) 火災にて焼失
- 永禄年間(1558年～1570年) 兵火全山灰燼
- 寛文13年(1673年) 比婆山山麓に社殿を遷す
- 寛文13年(1673年) 比婆山山麓に社殿を遷す
- 正徳3年(1713年) 元の比婆山山頂へ奥宮を再建する
- 明治4年(1871年) 熊野神社と名称を変更

下宮
- 昭和13年(1938年) 火災全焼
- 昭和19年(1944年) 再建

## 祭神
祭神伊邪那美之尊は、子授かり・安産の守護神として参拝者が多い。参拝にはかなり困難な、1kmほどの坂道があり、ここを辿る妊婦が「苦しい」「辛い」などの語を発すると、難産すると言い伝えられ、身重なる婦人は、殊更に平気を装って参詣するのが習わしである。御陵峰はかつては禁足地として入山することができなかった。そのため社詞峰か、比婆山と対峙する山の上の台から遥拝していたと言い伝えられている。

## 伝説・奇勝
比婆山には、様々な伝説が存在し、地元では類を見ないパワースポットとしても人気が高い。
陰陽竹（いんようちく）
山の中腹に繁茂している。伊邪那美之尊が出産のため、比婆山に上がった時に杖にした竹が、そのまま根を下したものだと言う伝説があり、この竹を杖にすれば、安産をなすと言われている。ある時、塚に小竹が繁っているため、牛馬を牽いてきてこの塚の草などを牛馬に食わせようとしたが、塚のあたりへは牛馬が寄りつかず、与えても食べなかった。また、この竹を杖に突いて行くと蛇の類が寄りつかず、蛇の居る所へ杖を突き立るとすくんで動けなくなるという伝説がある。陰陽竹はここにしか繁殖していない珍しい竹で、男竹に女性的なササがついているため「陰陽竹」と名付けられた。今まで学会で竹の茎とササの葉の結合体を説明する決定論が出ず、四回学名が変わったが、昭和四十六年夏、花が咲き、学名を研究してきた丸山巌氏・岡村はた氏によって業平竹とササ両属の雑種で、進化の中間過程にある「雑種起源」として「ヒバノバンブーサ・トランキランス・マルヤマ・オカムラ」と命名された。学問上貴重な竹であり、保護しないと絶滅のおそれがあるとして今は県の天然記念物に指定されている。勝手に持ち帰る事は禁止されている。
玉抱石（たまがかえいし）
玉抱石には神気がこもっていると言われ、子供に恵まれない人が石に触れると霊気が授かり、伊邪那美之大神に祈願すると子供に恵まれて安産であると言い伝えられている。石に空いた穴はそこから飛び出してお腹の中に入り、玉のような元気な赤子になって生まれてくるという伝承がある。
ちんちん井戸
昔はちんちん音がして水が湧いていたと言われ、現在は枯れている。ちんちん井戸の御神水を飲むと母乳が出ると言われた。また産湯に使うと、その子は一生元気で健やかに育つと言い伝えられている。
玄武岩柱状節理
奇異な岩体が多い比婆山であるが、 中でも特筆すべきは柱状節理である。 この節理はマグマの冷却面と垂直に発達，組成したものであり、六角柱状のものが多い。 比婆山の壁面は、この柱状節理が顕著に見られる貴重な場所である。

## 施設
社殿の後方に、高さ一丈五尺、幅六間四方の封土があって、内廟は石瑞垣を環らし、外廟は木柵が設けてある。柵内は松樹森々として繁茂している。戦国時代の尼子経久は比婆山の崇敬が殊に厚く、冨田より道路を通じ、比婆山に奉行を置いて統括、山嶺に本社三殿及び四間華衣、鐘楼、仁王門を造営し、神領として日次、横屋、峠の内より十数丁歩の土地を附し、神主一人、神官二人、社家五人を置き二社一寺五坊を手厚く保護していた。信仰の山であると同時に冨田城の兵站基地としても重要視していた。尼子氏最盛期の尼子経久は、馬に乗ってこの道を通り参詣したと伝えられている。又、尼子時代末期冨田城籠城の際は、武器兵糧などの輸送に重要な役割を果たしたと伝えられている。しかし、戦乱の兵火により全て荒發に帰した。江戸時代に入り、寛文四年、松平氏が支封を母里に置くや、社領米を附し、社殿を造営し、寛文十三年、社殿を山麓に移した。その後再び山上に社殿を建立して、今日に及んでいる。

## 文化財
陰陽竹

## 祭事
伊邪那美祭（5月6日）